# Roger-Henri-Marie Beaussart
Roger-Henri-Marie Beaussart (Épinal, 15 luglio 1879 – Parigi, 29 febbraio 1952) è stato un arcivescovo cattolico francese.

## Biografia
Monsignor Roger-Henri-Marie Beaussart nacque a Épinal il 15 luglio 1879. Era figlio di Léon Beaussart, redattore capo del quotidiano conservatore Le Vosgien, e di Louise Chateignier.

### Formazione e ministero sacerdotale
Studiò al collegio "Notre-Dame" di Parigi.
Il 19 dicembre 1903 fu ordinato presbitero per l'arcidiocesi di Parigi. Per 22 anni fu sottoprefetto e poi prefetto di filosofia al Collège Stanislas di Parigi. Nel 1913 divenne cappellano dell'istituto e poi collaborò come ausiliario nell'ospedale militare installato negli edifici durante la prima guerra mondiale. In seguito fu parroco di Saint-Jacques-du-Haut-Pas a Parigi dal 1925 al 1928, direttore del Collège Stanislas e presidente dell'Alliance des Maisons d'éducation chrétienne dal 1928 al 1932 e vicario generale dell'arcidiocesi e arcidiacono della basilica di Saint-Denis. Dal tempo del Collège Stanislas fu vicino a Raïssa e Jacques Maritain e a Vladimir Ghika con il quale partecipò alla fondazione del Groupe d'Etudes Thomistes nel 1925.
Secondo la storica Michèle Cointet, monsignor Beaussart prima della seconda guerra mondiale fu impiegato in missioni diplomatiche informali. Ad esempio fu attaché al momento della firma del concordato tra Santa Sede e Germania nazista. Nel 1938 si incontrò con l'ambasciatore tedesco a Vienna Franz von Papen. Nel 1939 venne inviato dal governo francese in Spagna per riconnettersi con Francisco Franco e l'episcopato spagnolo. Fu anche responsabile di varie missioni in Ungheria e nel Regno di Romania.

### Ministero episcopale
Il 19 giugno 1935 papa Pio XI lo nominò vescovo ausiliare di Parigi e titolare di Elatea. Ricevette l'ordinazione episcopale il 9 ottobre successivo dal cardinale Jean Verdier, arcivescovo metropolita di Parigi, co-consacranti il vescovo di Digione Pierre-André-Charles Petit de Julleville e quello di Langres Georges-Eugène-Emile Choquet.
Fu eletto vicario capitolare alle morti del cardinale Jean Verdier nel 1940 e del cardinale Emmanuel Célestin Suhard nel 1949.
Il 19 maggio 1940 guidò un corteo patriottico alla cattedrale di Notre-Dame a Parigi con il capo del governo e molti ministri.
Fu membro della commissione per i giovani del Consiglio nazionale del Governo di Vichy. L'Assemblea dei cardinali e degli arcivescovi di Francia lo incaricò di opporsi al progetto di creare un unico movimento giovanile e il cardinale Emmanuel Célestin Suhard lo invitò a sostituirlo nel Consiglio nazionale. Nel maggio del 1943 era intenzionato a recarsi in Vaticano, in quanto era fiducioso di riprendere il lavoro di riconciliazione tra la Curia romana e i tedeschi.
Il 10 dicembre 1943 papa Pio XII lo nominò arcivescovo titolare di Mocisso.
Alla Liberazione di Parigi, nell'agosto del 1944, rappresentò il cardinale Suhard di fronte alle nuove autorità, perché il cardinale, che aveva dato l'assoluzione ai funerali di Philippe Henriot, era considerato persona non grata dal generale Charles de Gaulle.
Fu tra i dodici vescovi sospettati di collaborazionismo dal Comitato francese di Liberazione Nazionale nel settembre del 1943. Dal luglio del 1944 non comparve più in questo elenco. A seguito di un accordo tra papa Pio XII e il generale Charles de Gaulle, nel luglio del 1945 rassegnò le dimissioni dall'ufficio di vescovo ausiliare.
Morì a Parigi il 29 febbraio 1952 all'età di 72 anni. Le esequie si tennero il 5 marzo nella cattedrale di Notre-Dame a Parigi. È sepolto nell'82ª divisione del cimitero di Père-Lachaise a Parigi..

## Genealogia episcopale
La genealogia episcopale è:
- Cardinale Scipione Rebiba
- Cardinale Giulio Antonio Santori
- Cardinale Girolamo Bernerio, O.P.
- Vescovo Claudio Rangoni
- Arcivescovo Wawrzyniec Gembicki
- Arcivescovo Jan Wężyk
- Vescovo Piotr Gembicki
- Vescovo Jan Gembicki
- Vescovo Bonawentura Madaliński
- Vescovo Jan Małachowski
- Arcivescovo Stanisław Szembek
- Vescovo Felicjan Konstanty Szaniawski
- Vescovo Andrzej Stanisław Załuski
- Arcivescovo Adam Ignacy Komorowski
- Arcivescovo Władysław Aleksander Łubieński
- Vescovo Andrzej Stanisław Młodziejowski
- Arcivescovo Kasper Kazimierz Cieciszowski
- Vescovo Franciszek Borgiasz Mackiewicz
- Vescovo Michał Piwnicki
- Arcivescovo Ignacy Ludwik Pawłowski
- Arcivescovo Kazimierz Roch Dmochowski
- Arcivescovo Wacław Żyliński
- Vescovo Aleksander Kazimierz Bereśniewicz
- Arcivescovo Szymon Marcin Kozłowski
- Vescovo Mečislovas Leonardas Paliulionis
- Arcivescovo Bolesław Hieronim Kłopotowski
- Arcivescovo Jerzy Józef Elizeusz Szembek
- Vescovo Stanisław Kazimierz Zdzitowiecki
- Cardinale Aleksander Kakowski
- Papa Pio XI
- Cardinale Jean Verdier, P.S.S.
- Arcivescovo Roger-Henri-Marie Beaussart